# ゲオルク・フレーゲル
ゲオルク・フレーゲル（Georg Flegel、1566年 - 1638年3月23日）はドイツの画家である。フランクフルトで活動し、静物画を描いたことで知られる。

## 略歴
現在のチェコのオロモウツに生まれた。靴屋の息子であったとされる。画家の助手になり、1580年代からリンツでルーカス・ファン・ファルケンボルフの助手になった。ファルケンボルフは風景画や風俗画を描き、ネーデルラントを統治したマティアスの宮廷画家になった画家である。ファルケンボルフの、宴会や市場を描いた大きな作品の、装飾的な部分の果物や野菜、花を描くのが仕事であった。1592年か1593年にファルケンボルフが工房をフランクフルト・アム・マインに移すと、フレーゲルも同行し、フランクフルトで独立し、生涯、フランクフルトで活動した。
すでに結婚していたフレーゲルの最初の息子は1594年にフランクフルトで生まれた。1597年4月にファルケンボルフの支援を受けて、フランクフルトの市民権を得た。1600年頃から静物画を専門に描くようになった。ファルケンボルフのように大きな工房を開くことはなく、弟子とされるのは、1627年から5年ほど教えた、ヤーコブ・マレル(Jacob Marrel: 1614-1681)である。マレルは後に、有名な女性博物画家、マリア・ジビーラ・メーリアンの義父となる画家である。マレルもフレーゲルに学んだ後、オランダでヤン・ダーフィッツゾーン・デ・ヘームのもとに移り、その後フランクフルトで活動した。
ドイツ語圏における静物画の分野の初期の重要な画家、セバスティアン・ストッスコップフ(1597-1657)よりも、フレーゲルは前の世代の静物画家で、ストッスコップフの作品に、フレーゲルの作品の影響がみられるとする研究者もいる。

## 作品

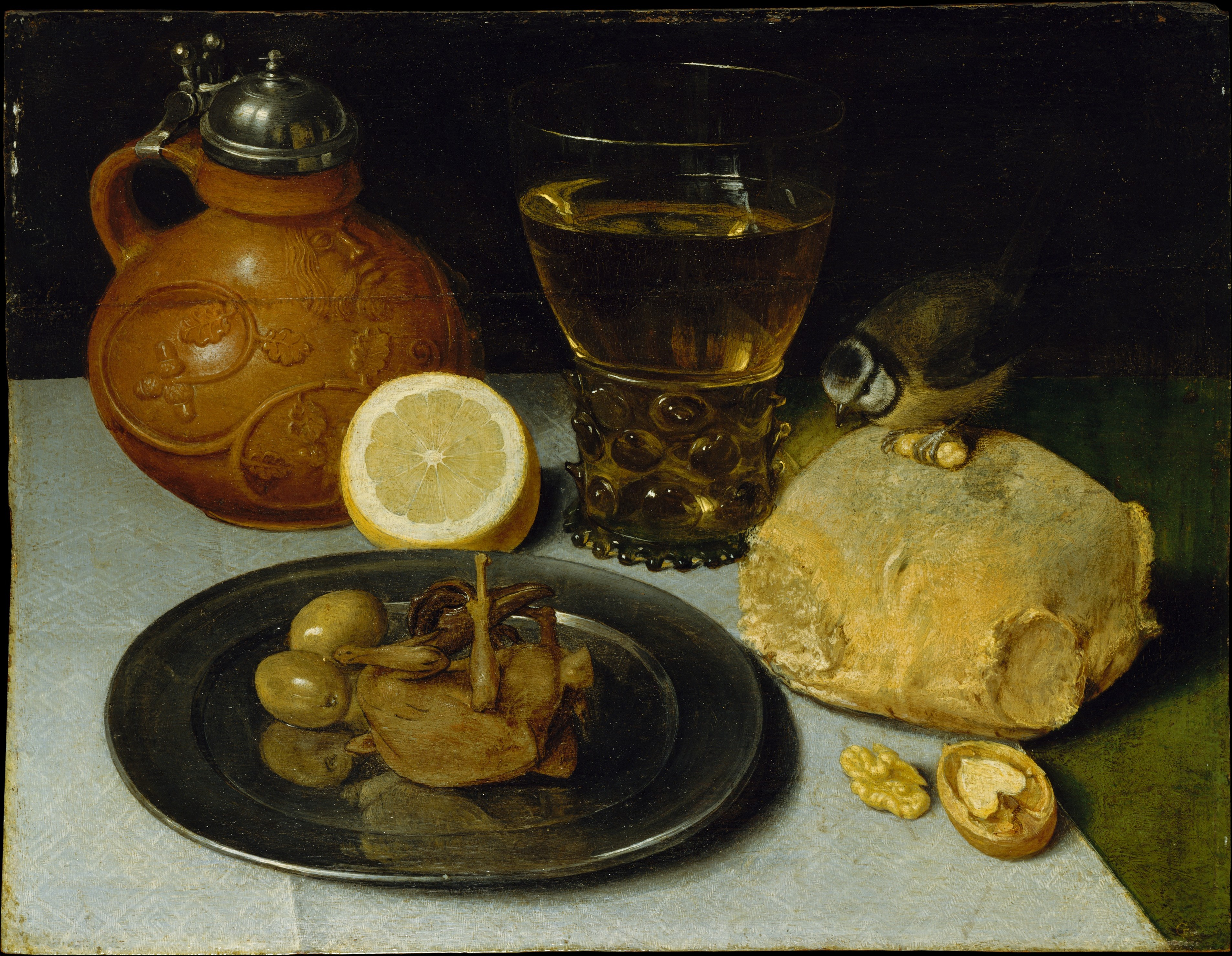
静物画 (1620年代後半)
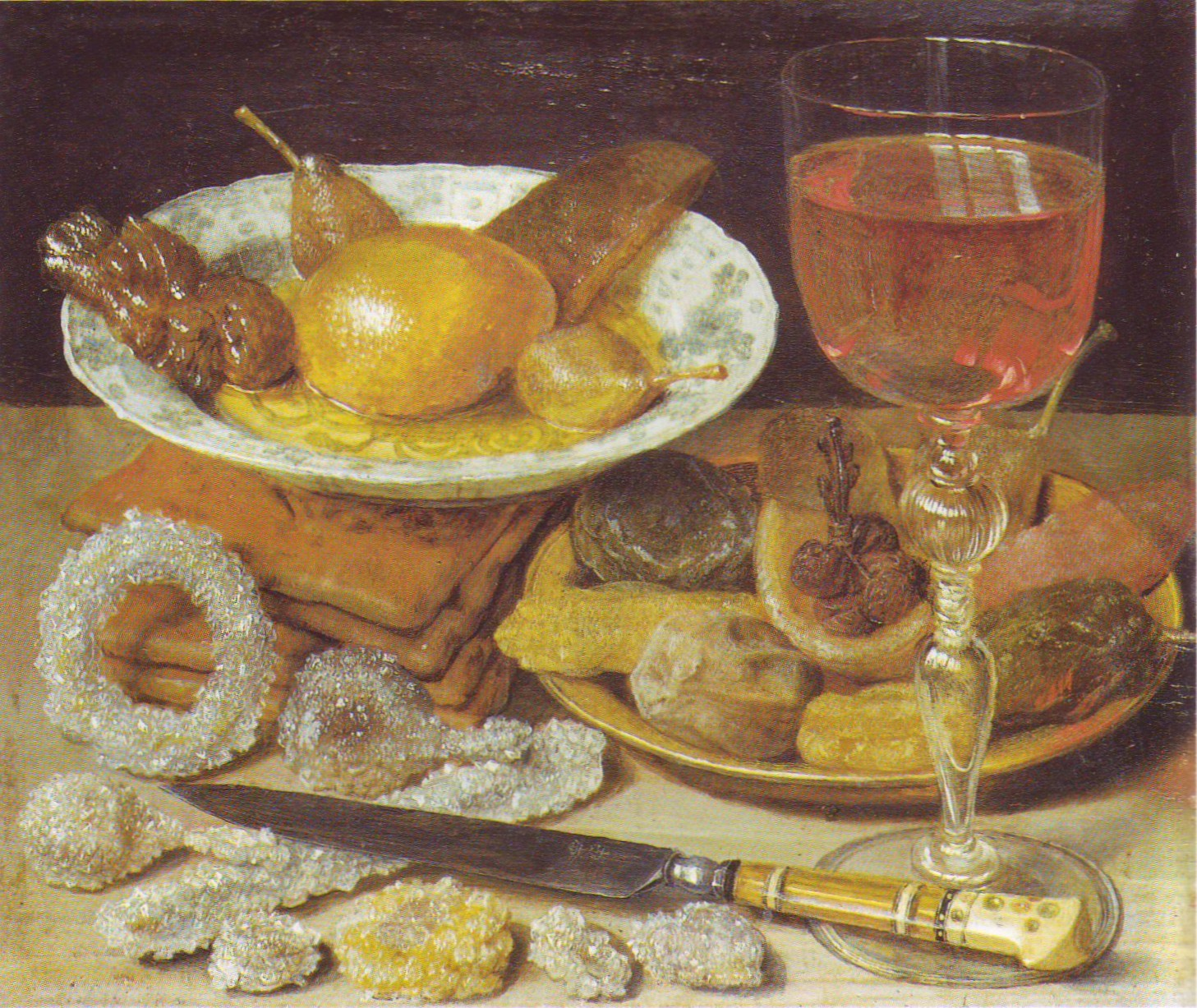
ペストリーなどのお菓子のある静物画
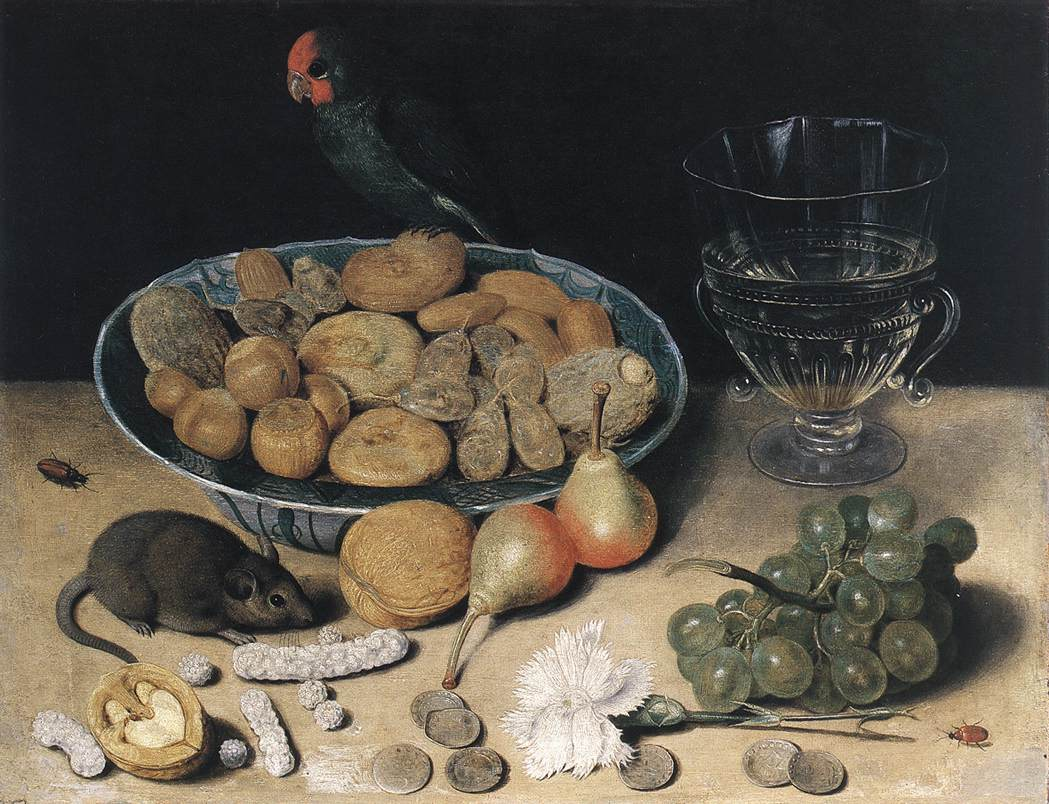
静物画

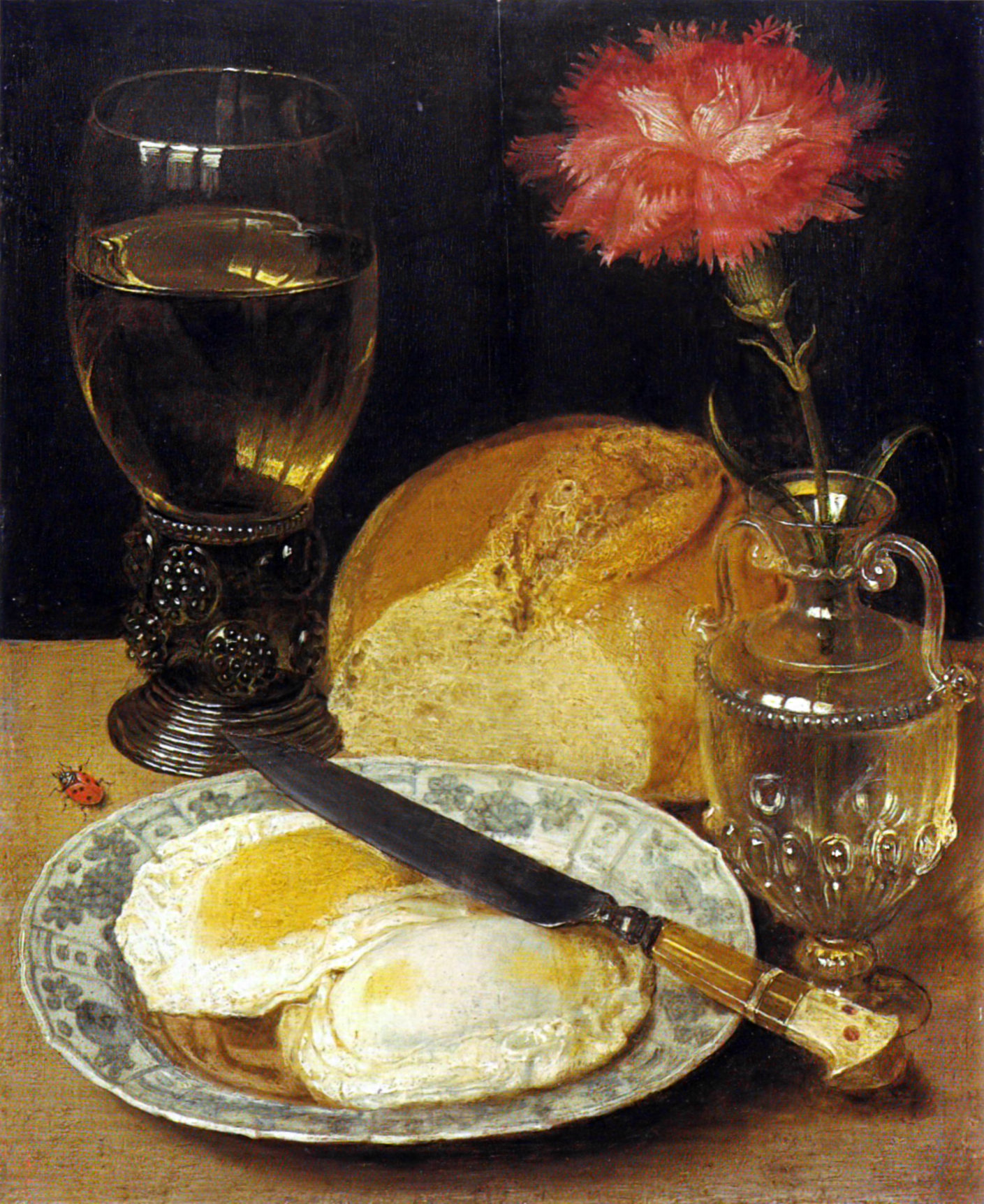
目玉焼きなどの間食 (1600年代)
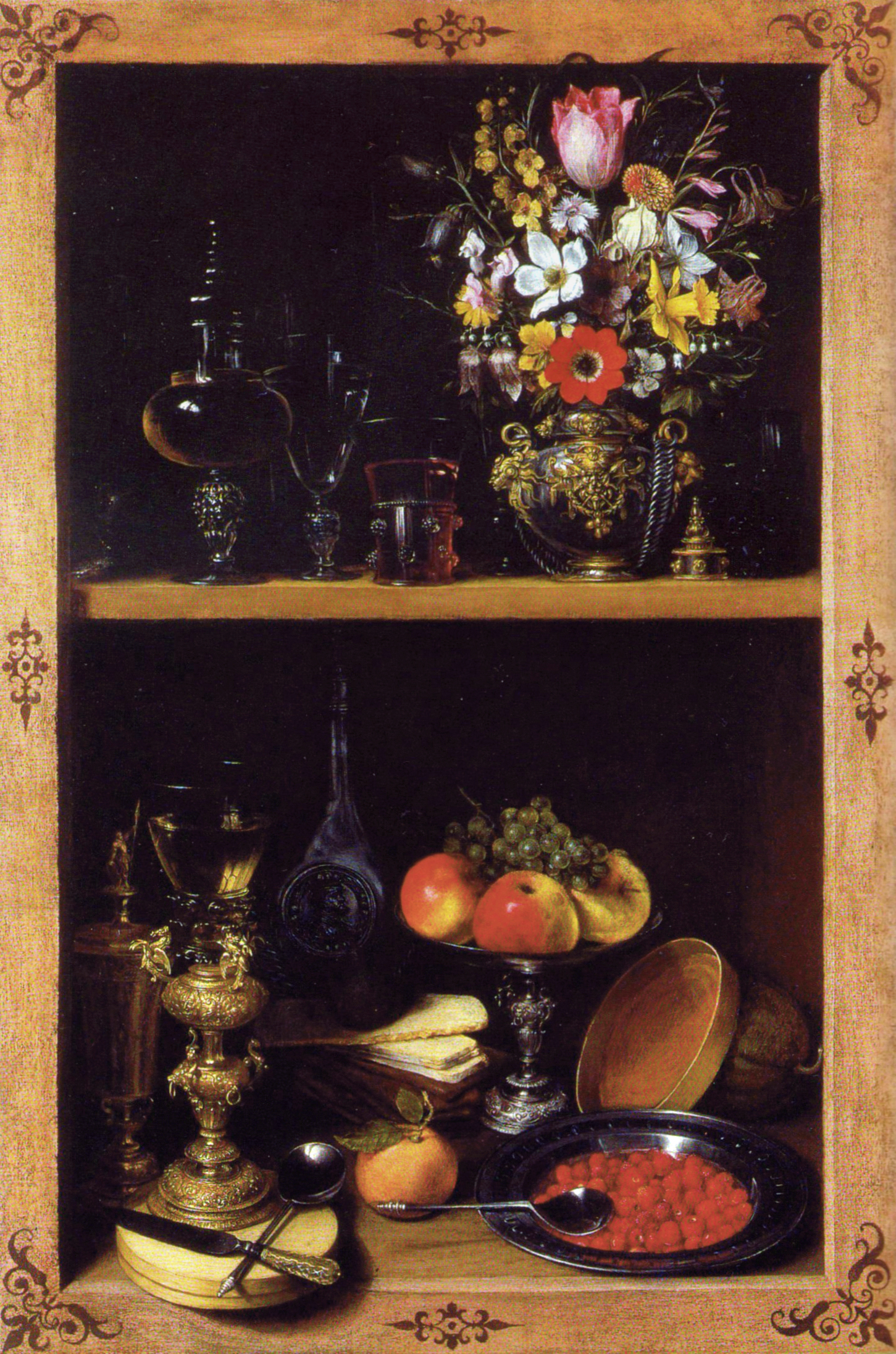
棚図 (c.1610)
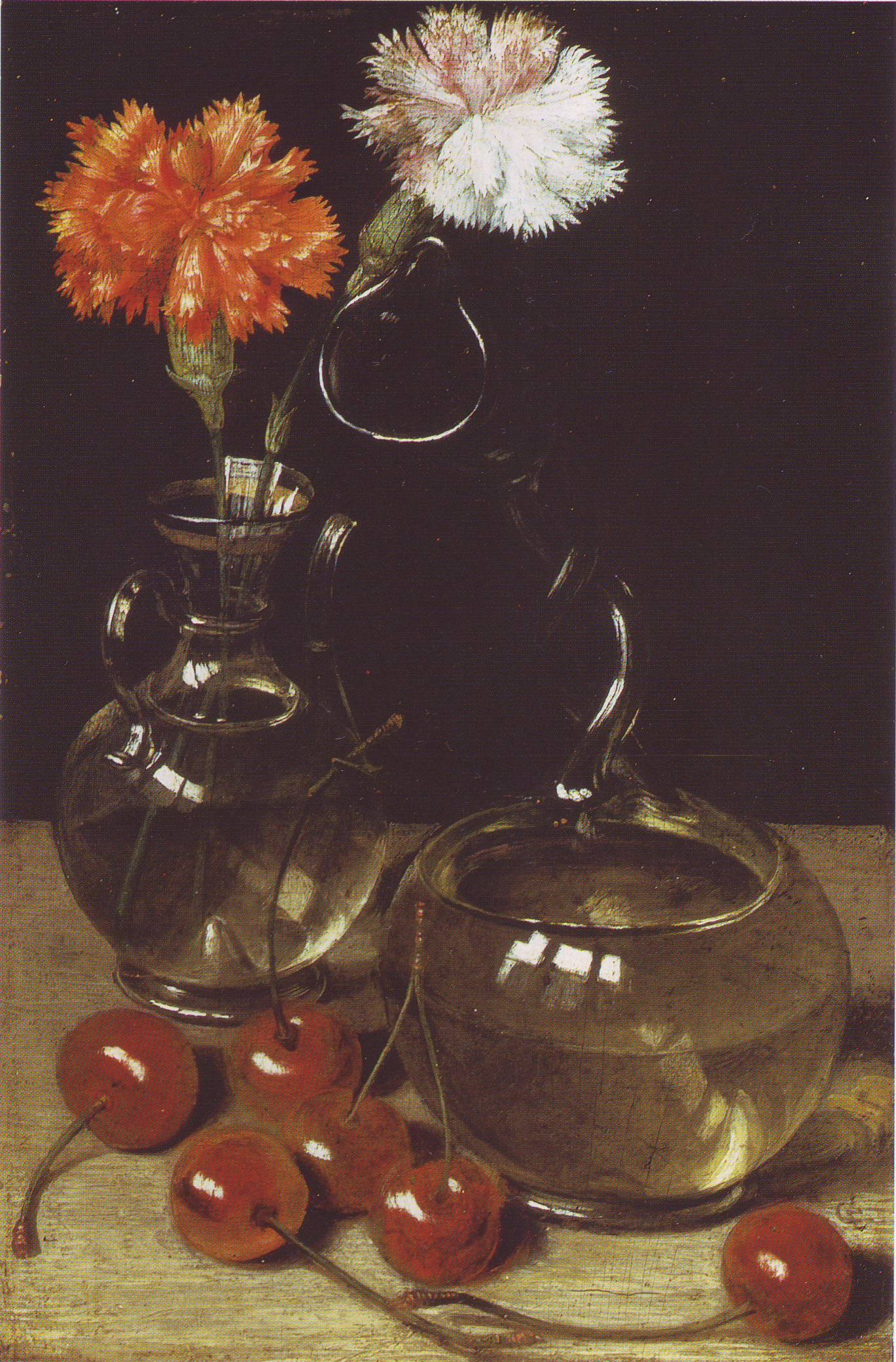
水差し(クットロルフ)と桜桃のある静物画
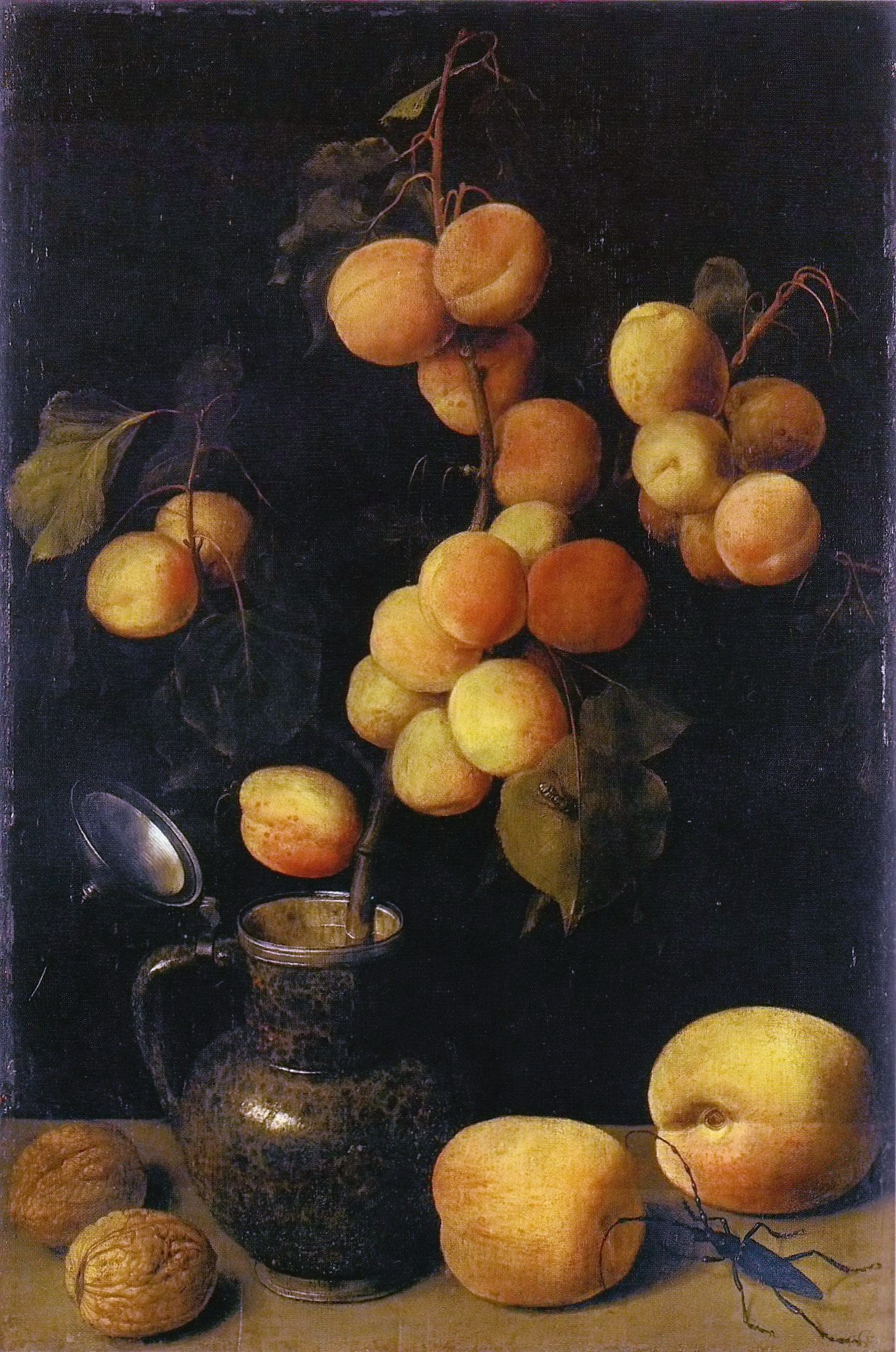
杏の枝